# Педагошки музеј (Београд)
44° 49′ 15″ С; 20° 27′ 18″ И / 44.82085° С; 20.45491° И
Педагошки музеј у Београду основан је 24. новембра 1896. године и представља једну од најстаријих музејских установа у Србији. Основало га је Друштво учитеља Србије са задатком да сакупља и чува наставна средства и све друго што има педагошке и историјске вредности за основне школе и учитеље. Од 1969. године је смештен у згради београдске Реалке у непосредној близини Калемегдана, у Узун Мирковој улици 14.

## Историјат музеја
За време студијског боравка у Прагу 1894/95. године, са циљем да проучи организацију и уређење просветног система Чешке, учитељу Димитрију Ј. Путниковић посебну пажњу је привукла очигледна настава и наставна средства. Схватио је што је касније говорио и писао: 

да се у пракси показало, да без наставних средстава учитељ само намучи и себе и ђаке своје, а опет му је успех несигуран.
Када се вратио у земљу дошао је на идеју да се у Београду оснује Школски музеј као референтну установу за перманентно образовање учитеља и унапређивање очигледне наставе. Учитељско удружење је 24. новембра 1896. године на седници Главног одбора донело одлуку да „прима Школски музеј као своју установу“, бира управу Школског музеја (данас Педагошки музеј у Београду) на челу са Димитријем Путниковићем као оснивачем.
До отварања прве изложбе, 3. августа 1898. године у просторијама основне школе на Западном Врачару, настала велика и интензивна активност око формирања и организације музеја, обезбеђење простора, прикупљања и формирања збирки. На изложби је било приказано око 3.500 експоната а формиран је и фонд од 5.000 динара за пословање музеја, захваљујући донацијама просветних институција из Чешке, Аустроугарске, Немачке, Француске, Русије, Белгије, Румуније и Бугарске. Иако су збирке овог музеја потпуно уништене у току оба светска рата музеј је обновљен и данас постоји као Педагошки музеј у Београду са сталном изложбеном поставком Десет векова српске школе.

## Музеј сада
Основна делатност Педагошког музеја данас је проучавање историје школства, просвете и педагогије у Србији, сакупљање и чување предмета и документације, стручна и научна обрада прикупљене грађе као и презентација резултата истраживања. У музеју се данас чува преко 50.000 предмета, докумената, књига, фотографија, ђачких радова и др., а разврстан је на следеће фондове и збирке:
Сектор за школску опрему, прибор и наставна средства из свих наставних области садржи збирке планова и макета школских зграда, намештаја, школског и ђачког прибора, печата, звона, збирке наставних средстава свих предмета као и богату збирку дечјих ликовних радова од средине 19. века до данас.
Сектор за архивски материјал и документацију садржи збирке рукописних примерака школских закона и осталих прописа, наставних планова и програма, записника школа и других органа управљања, збирке школских књига, документацију рада удружења просветних радника, заоставштина истакнутих просветних радника и педагога као и богату фото-документацију.
Сектор за уџбеничку и педагошку литературу садржи збирку уџбеника и приручника из свих наставних области и за све нивое образовања, периодику, збирке закона и допунску литературу.
Сектор за документацију васпитно-образовних установа и медијатеку садржи документациони материјал који се односи на предшколске установе, све ступњеве и врсте школа, народно просвећивање, све облике ваншколског образовања и образовања одраслих, ученичке, студентске и наставничке организације, домове ученика и студената као и збирке свих медија који се односе на просвету.

## Издавачка делатност
Педагошки музеј има значајну издавачку делатност која се односи на школство и просвету. У едицији Историја школства и просвете код Срба објављена су следећа издања:
- Школство и просвета код Срба у средњем веку,
- Школство и просвета код Срба у Војводини у 18. веку,
- Школство и просвета у Србији у 19. веку.
- Буквари и букварска настава код Срба
- Да ли за школу, слет ил' посело, важно је било лепо одело!
- Рад на нашим народним задацима. Српске школе у Османском царству - Цариград и Солун

У едицији Монографије објављене су књиге:
- Ректори Лицеја, Велике школе и Универзитета,
- Министри просвете Србије 1811—1918. и Министри просвете Краљевине СХС и Краљевине Југославије 1918—1941.